# Lawton (Iowa)
Pour les articles homonymes, voir Lawton.
Lawton est une ville, du comté de Woodbury en Iowa, aux États-Unis. Elle est incorporée en 1906.

## Source de la traduction
- (en) Cet article est partiellement ou en totalité issu de l’article de Wikipédia en anglais intitulé « Lawton, Iowa » (voir la liste des auteurs).